# Igor Martínez
Igor Martínez Caseras est un footballeur espagnol, né le 19 juillet 1989 à Vitoria-Gasteiz au Pays basque. Il évolue actuellement en Espagne à l'UD Melilla au poste de milieu de terrain.